# Alternaria porri
Espèce
Alternaria porri est une espèce de champignons phytopathogènes de la famille des Pleosporaceae et du genre Alternaria. Il parasite en particulier les Alliacées. Les maladies qu'il provoque sont nommées Alternariose du poireau, Tache pourpre des alliacées et Taches pourpres de l'oignon. Ce champignon est répandu dans le monde entier.

## Plantes hôtes
Ses plantes hôtes sont des espèces d’Allium, dont la Ciboulette commune, l'Ail cultivé, le Poireau, l'Oignon et l'Échalote.

## Symptômes
Les premiers symptômes sont de petites lésions blanches sur les feuilles ; celles-ci, en conditions humides, se transforment en zones elliptiques violacées, s'étendant jusqu'à plusieurs centimètres de long et avec une bordure jaunâtre. La sporulation sur ces dernières entraîne la formation de zones concentriques sombres et claires. Si les conditions, après l'apparition initiale des symptômes, deviennent sèches, les lésions de mouchetures blanches ne se transforment pas en la tache violette typique. Après trois ou quatre semaines, les feuilles s'affaissent et l'infection peut s'étendre au bulbe, provoquant une pourriture aqueuse jaune foncé à rougeâtre. Les écailles deviennent desséchées et sombres. Les bulbes peuvent être petits ou ne pas se développer. 
Les conidies aériennes augmentent avec la pluie et le vent et ont une périodicité diurne. Le pathogène est transporté d'une saison à l'autre parmi les débris de culture.

## Description microscopique
Les conidiophores sont isolés ou en groupes, droits ou flexibles, parfois géniculés, septés, brun pâle à brun moyen, mesurant jusqu'à 120 µm de long, 5–10 µm de large, avec une ou plusieurs cicatrices conidiennes bien définies. Les conidies sont généralement solitaires, droites ou incurvées, obclavées ou avec le corps de la conidie ellipsoïdal, se rétrécissant jusqu'au bec qui est généralement de la même longueur que le corps, mais peut être plus court ou plus long, marron pâle à marron doré moyen, lisse ou finement verruqueux, d'une longueur totale de généralement 100–300 µm, de 15–20 µm de large dans la partie la plus large, avec 8 à 12 septa transversaux et aucun ou plusieurs septa longitudinaux ou obliques, le bec flexueux, pâle, de 2–4 µm de large, se rétrécissant.

## Synonymes
Selon MycoBank (21 avril 2021), Alternaria porri (Ellis) Cif. a pour synonymes :
- Macrosporium porri Ellis, Grevillea 8 (45): 12 (1879), basionyme
- Alternaria allii Nolla, Phytopathology 17 (2): 118 (1927)
- Alternaria vanuatuensis E.G. Simmons & C.F. Hill, CBS Biodiversity Series 6: 260 (2007)

## Taxons inférieurs
Selon MycoBank (21 avril 2021) :
- Alternaria porri f.sp. cichorii
- Alternaria porri f.sp. dauci
- Alternaria porri f.sp. lallemantiae
- Alternaria porri f.sp. solani